# Рух 30 вересня

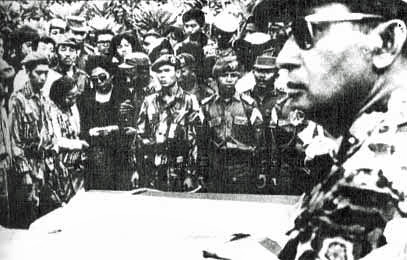
Генерал-майор Сухарто (праворуч, на передньому плані) на похованні генералів, убитих за наказом лідерів «Руху 30 вересня». 5 жовтня 1965 року

Рух 30 вересня (індонез. Gerakan 30 September; G30S; Gestapu) — організація, що складалась з прокомуністично налаштованих офіцерів Національної армії Індонезії, під керівництвом якої в Індонезії була здійснена невдала спроба державного перевороту у ніч проти 1 жовтня 1965 року. Заколотники організували убивство шістьох генералів — членів Генерального штабу. Вони зуміли захопити джакартську радіостанцію, яка передала повідомлення про усунення від влади президента Сукарно та перехід усієї повноти влади до Революційної ради. Однак вже до 2 жовтня заколот було цілком придушено.
Як наслідок країною прокотились антикомуністичні репресії. Було заборонено низку політичних партій, в тому числі й Комуністичну. Багатьох учасників заколоту було страчено, решта отримали вироки про ув'язнення.